# Endostoma stellata
Endostoma stellata (лат.) — вид вымерших известковых губок из семейства Endostomatidae отряда Stellispongiida. Известен по ископаемым остаткам из отложений формации Кале-Дохтар-Лаймстоун в Иране, относящихся к юрскому периоду (келловей—оксфорд). Научно описан Бабой Сеноубари-Дарьяном, Францем Фурсичем и Курошем Рашиди в 2020 году; видовое название происходит от лат. stella (звезда) и дано по причине звездообразной формы отверстий для вдыхания. 

## Диагноз
Senowbari-Daryan et al., 2020 дали следующий диагноз:

Небольшая грибовидная коническая или почти сфероидальная губка с эпитекой в базальной части. Отверстия для вдыхания на поверхности губки имеют звездообразную форму. Отверстия для выдыхания круглые. Оскулум окружён коротким разрезом.
Оригинальный текст (англ.)Small, mushroom-shaped, conical to almost spheroidal  sponge  with  epitheca  at  the  basal  part. Asterisk-like inhalant openings on the sponge surface. Exhalant openings round. Osculum surrounded by short slits.